# Munții Santa Rita
Munții Santa Rita, în original în engleză, Santa Rita Mountains, este un lanț montan care se extinde 42 km (sau 26 mile) de la nord-vest spre sud-est, localizat la aproximativ 65 km (sau 40 mile) la sud-est de orașul Tucson, al doilea oraș ca mărime al statului Arizona. Punctul cel mai înalt al lanțului este vârful numit Mount Wrightson, care la o înălțime de 2.881 m (sau 9,453 de picioare) este cel mai înalt punct din întreaga zona a văii și orașului Tucson.

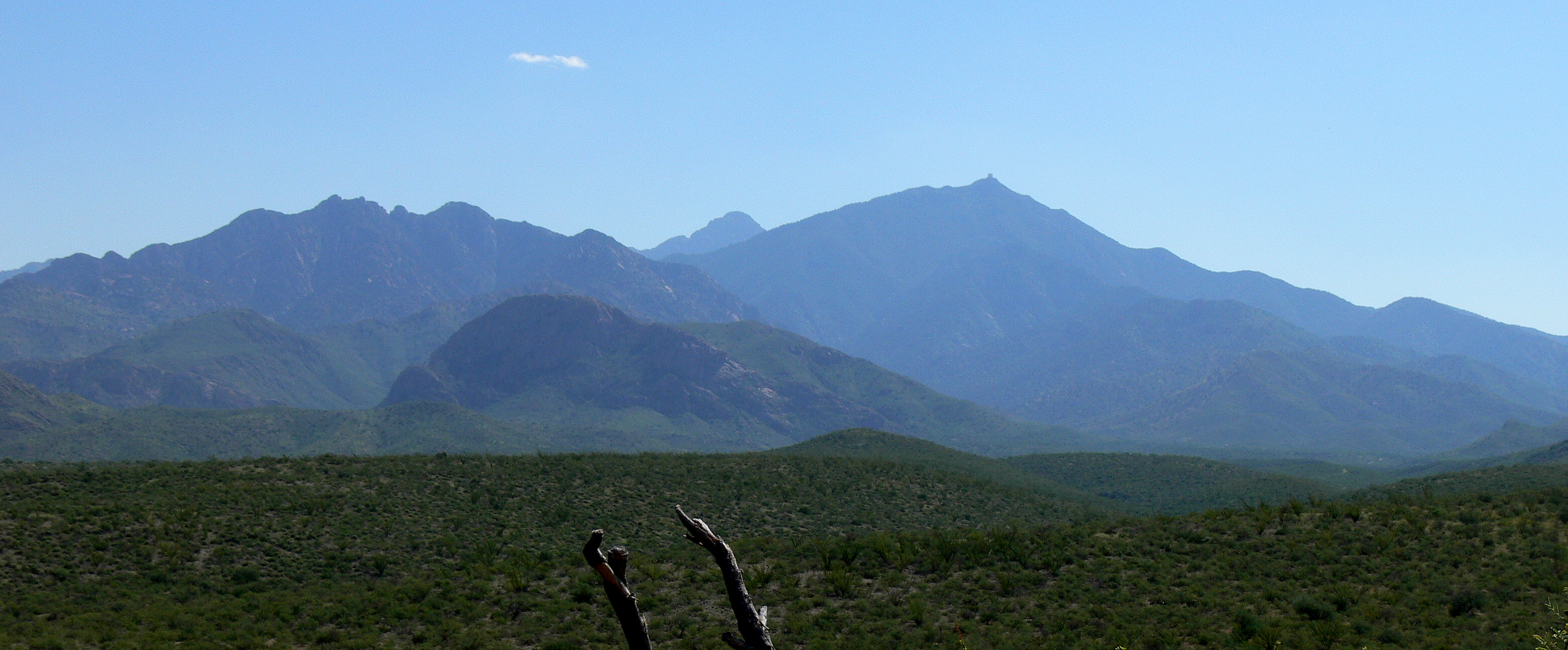
Santa Rita Mountains fotografiaţi dinspre drumul de acces al observatorului, Mount Hopkins Road, dintr-un punct care se găseşte la 5-6 km vest-sud-vest de lanţ. În depărtare, aproximativ în mijlocul imaginii, se observă singuratecul vârf Mount Wrightson, cel mai înalt al masivului. La dreapta sa, aparent mai înalt, se observă vârful și coama prelungă a Mount Hopkins, pe care se găsește, la aproximativ 2.550 m, Fred Lawrence Whipple Observatory.

Munții Santa Rita reprezintă unul din multiplele lanțuri montane care alcătuiesc o macro-formație montană de tipul unor "insule care se înalță spre cer", numit în original în engleză, Madrean Sky Islands. Această macro-structură montană, alcătuită din lanțuri montane, care aidoma unor insule, sunt separate de porțiuni însemnate de deșert de relativ joasă altitudine, care ține locul unui "ocean", se întinde în partea nord-vestică a Deșertului Sonora, acoperind colțurile de sud-vest, respectiv sud-est ale statelor americane Arizona și New Mexico, respectiv colțurile de nord-vest și nord-est ale statelor Mexicului, Sonora și Chihuahua.
Munții Santa Rita alcătuiesc unul din multiplele micro-ecosisteme ale Madrean Sky Islands, conținând și zona numită Madera Canyon, una din zonele cele mai bogate în păsări din lume, frecvent vizitată de iubitori ai observării păsărilor și respectiv observatorul astronomic Fred Lawrence Whipple Observatory (deținut și operat de către faimosul Smithsonian Institution), care este localizat în două zone ale celui de-al doilea vârf al munților, Mount Hopkins, 2.616 m (sau 8,585 picioare). La baza muntelui Hopkins se găsește centrul de vizitare și un grup de trei telescoape multi-oglindă, iar pe una din pantele est-sud-estice ale muntelui Hopkins, în apropierea vârfului propiru-zis, se găsește un observator astronomic complet.
Alte grupuri sau lanțuri montane care înconjoară valea Tucson includ și Santa Catalina Mountains, Rincon Mountains, Tucson Mountains, respectiv Tortolita Mountains.
Deși cea mai mare parte a Santa Rita Mountains a fost victima unui incendiu foarte serios în iulie 2005, incendiul cunoscut sub numele de cod de Florida Fire, astăzi, datorită unor ani mai ploioși, 2006 și 2007, vegetația s-a refăcut aproape miraculos și total.

## Galerie

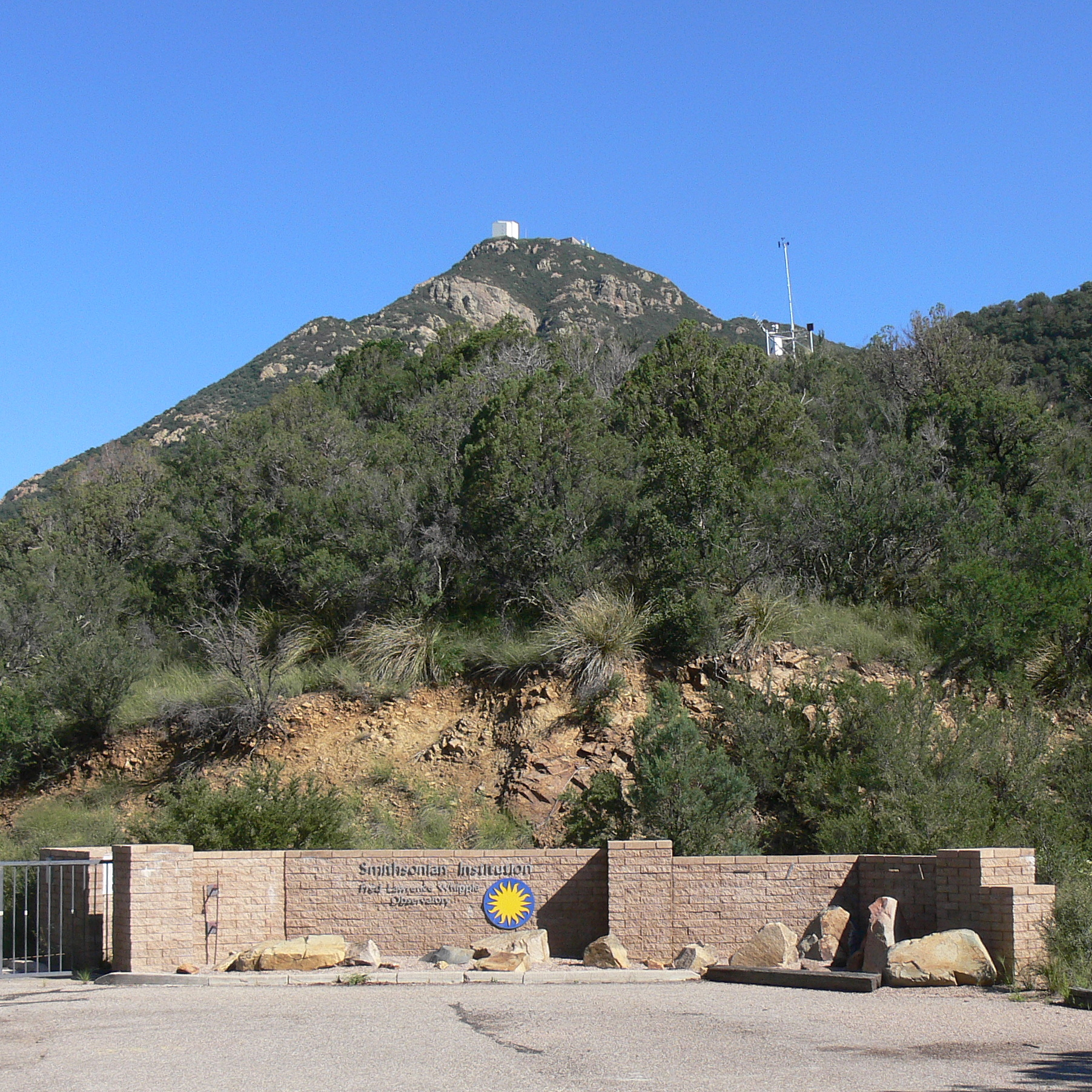
Observatorul Fred Lawrence Whipple Observatory, partea de pe Mount Hopkins
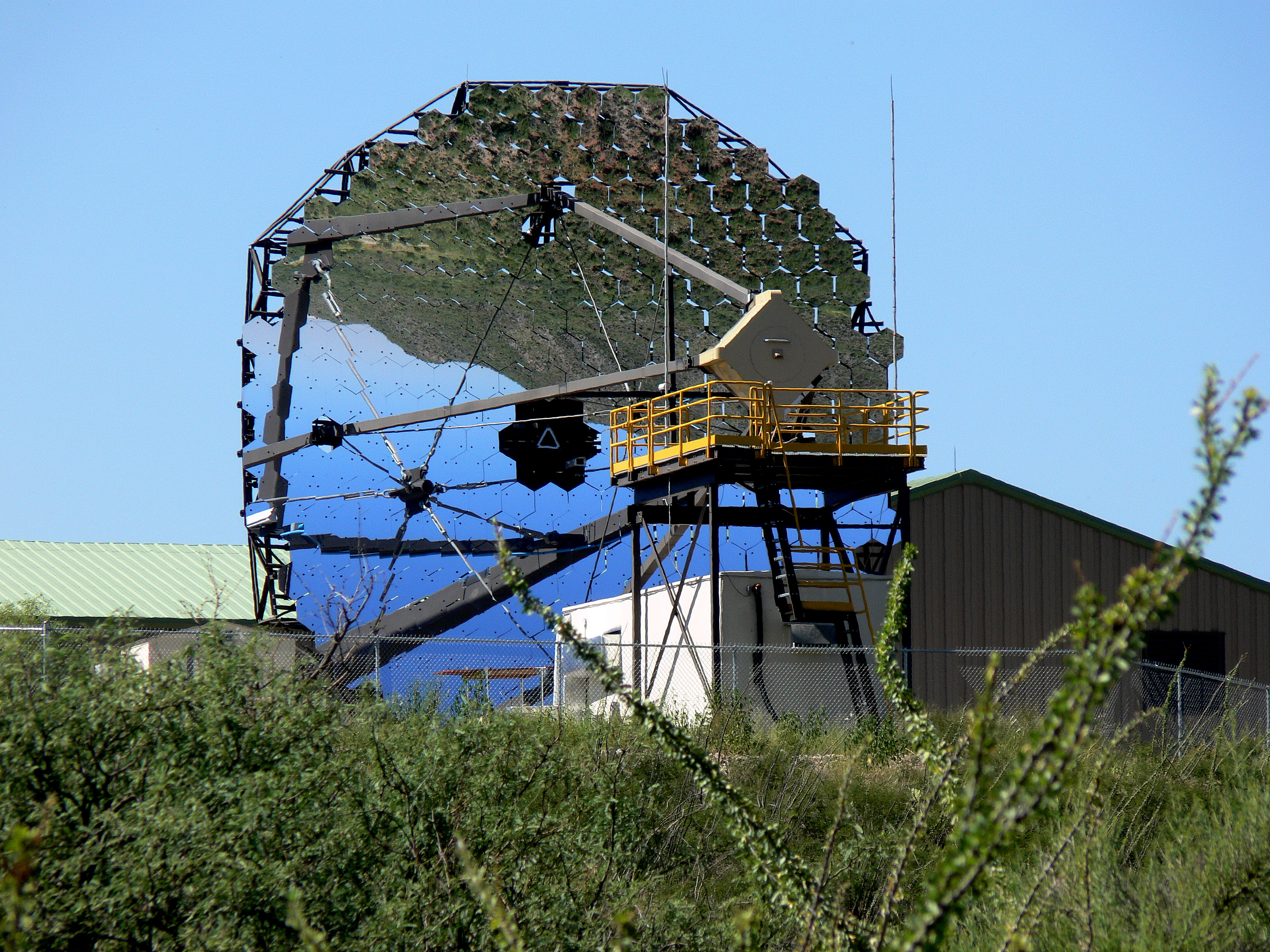
Observatorul Fred Lawrence Whipple Observatory, partea de la baza munţilor Santa Rita, unul din cele trei telescoape multi-oglindă
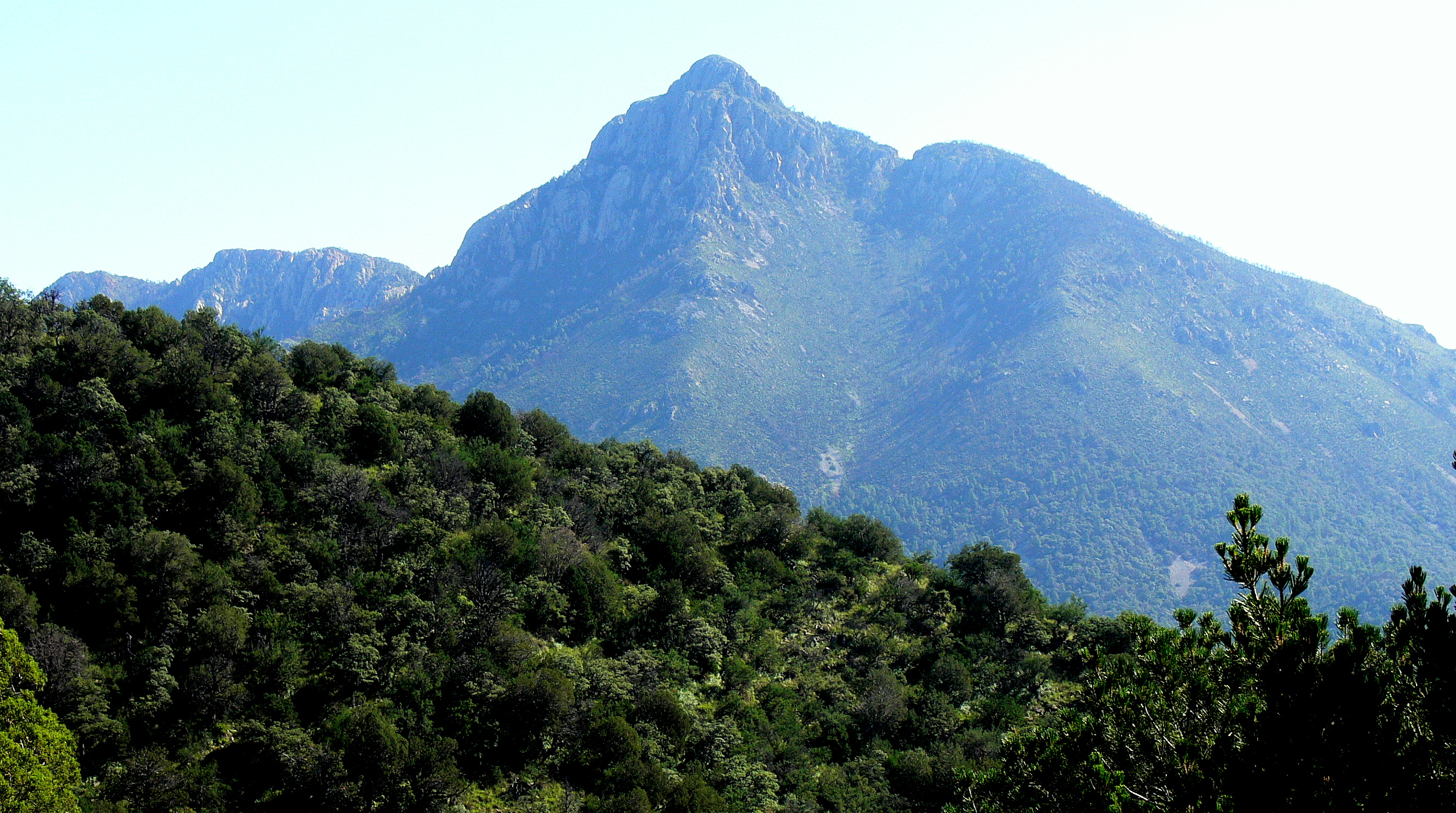
Vârful cel mai înalt al lanţului, Mount Wrightson, altitudine 2.881 metri.